# Суперкубок Казахстана по футболу
OLIMPBET-Суперкубок Казахстана по футболу (каз. Қазақстан Суперкубогы) — турнир между командами, занявшими призовые места в чемпионате Казахстана и обладателем Кубка страны прошлого года.

## Описание турнира
Первый розыгрыш Суперкубка прошёл в 1995 году, когда участвовали победители чемпионата и Кубка 1994 года.
Затем этот трофей некоторое время не разыгрывался и был возобновлен лишь в 2008 году, но по регламенту матч не проводился, если одна и та же команда побеждала и в кубковом турнире, и в чемпионате.
Ситуация была изменена в 2016 году, дабы турнир стал постоянным. По изменённым правилам, если 1 команда побеждает и в Кубке, и в чемпионате, то её соперником становится вице-чемпион предыдущего сезона.
Матчем за Суперкубок официально открывается очередной футбольный сезон в Казахстане (как правило, за неделю до первого тура чемпионата).
Если основное время матча заканчивается вничью, то назначается дополнительное — 2 тайма по 15 минут каждый. Если и по завершении дополнительного времени победитель не выявлен, то назначается серия пенальти.
Суперкубок — переходящий приз.
В первых трех розыгрышах Суперкубка побеждали чемпионы предыдущего сезона. В 2011 году обладатель Кубка Казахстана 2010 астанинский «Локомотив» впервые нарушил эту последовательность.
В 2021 года формат турнира был изменён: вместо одного матча проводились полуфиналы, встреча за 3-е место и финал, к участию в турнире допускаются призёры чемпионата Казахстана прошедшего сезона и обладатель кубка Казахстана. Если победитель кубка не определён, то к участию допускается команда, занявшая четвёртое место в чемпионата. Так, в 2020 году кубок не разыгрывался из-за пандемии COVID-19, и к участию в суперкубке 2021 года был допущен карагандинский «Шахтёр».

## Розыгрыши
| Дата                                                | Победитель                                         | Счет           | Финалист                                                                      | Стадион                          |
| --------------------------------------------------- | -------------------------------------------------- | -------------- | ----------------------------------------------------------------------------- | -------------------------------- |
| 9 октября 1995 Детально                             | Елимай (1) Победитель Чемпионата Казахстана 1994   | 2:0            | Восток Обладатель Кубка Казахстана 1994                                       | Центральный стадион, Алма-Ата    |
| В 1996—2007 годах розыгрыш Суперкубка не проводился |                                                    |                |                                                                               |                                  |
| 2 марта 2008 Детально                               | Актобе (1) Победитель Чемпионата Казахстана 2007   | 2:0            | Тобол Обладатель Кубка Казахстана 2007                                        | Центральный стадион, Алма-Ата    |
| В 2009 году розыгрыш Суперкубка не проводился       |                                                    |                |                                                                               |                                  |
| 14 марта 2010 Детально                              | Актобе (2) Победитель Чемпионата Казахстана 2009   | 2:0            | Атырау Обладатель Кубка Казахстана 2009                                       | Астана Арена, Астана             |
| 2 марта 2011 Детально                               | Локомотив (1) Обладатель Кубка Казахстана 2010     | 2:1            | Тобол Победитель Чемпионата Казахстана 2010                                   | Астана Арена, Астана             |
| 6 марта 2012 Детально                               | Ордабасы (1) Обладатель Кубка Казахстана 2011      | 1:0            | Шахтёр Победитель Чемпионата Казахстана 2011                                  | Астана Арена, Астана             |
| 3 марта 2013 Детально                               | Шахтёр (1) Победитель Чемпионата Казахстана 2012   | 3:2 (д. в.)    | Астана Обладатель Кубка Казахстана 2012                                       | Астана Арена, Астана             |
| 9 марта 2014 Детально                               | Актобе (3) Победитель Чемпионата Казахстана 2013   | 1:0            | Шахтёр Обладатель Кубка Казахстана 2013                                       | Астана Арена, Астана             |
| 1 марта 2015 Детально                               | Астана (2) Победитель Чемпионата Казахстана 2014   | 0:0 (пен. 3:2) | Кайрат Обладатель Кубка Казахстана 2014                                       | Астана Арена, Астана             |
| 8 марта 2016 Детально                               | Кайрат (1) Обладатель Кубка Казахстана 2015        | 0:0 (пен. 5:4) | Астана Победитель Чемпионата Казахстана 2015                                  | Астана Арена, Астана             |
| 4 марта 2017 Детально                               | Кайрат (2) Вице-чемпион Чемпионата Казахстана 2016 | 2:0            | Астана Победитель Чемпионата Казахстана 2016 Обладатель Кубка Казахстана 2016 | Центральный стадион, Алма-Ата    |
| 4 марта 2018 Детально                               | Астана (3) Победитель Чемпионата Казахстана 2017   | 3:0            | Кайрат Обладатель Кубка Казахстана 2017                                       | Астана Арена, Астана             |
| 3 марта 2019 Детально                               | Астана (4) Победитель Чемпионата Казахстана 2018   | 2:0            | Кайрат Обладатель Кубка Казахстана 2018                                       | Центральный стадион, Алма-Ата    |
| 29 февраля 2020 Детально                            | Астана (5) Победитель Чемпионата Казахстана 2019   | 1:0            | Кайсар Обладатель Кубка Казахстана 2019                                       | Тобол Арена, Костанай            |
| 6 марта 2021 Детально                               | Тобол (1) Вице-чемпион Чемпионата Казахстана 2020  | 1:1 (пен. 5:4) | Астана 3-е место Чемпионата Казахстана 2020                                   | Туркестан Арена, Туркестан       |
| 2 марта 2022 Детально                               | Тобол (2) Победитель Чемпионата Казахстана 2021    | 2:1            | Кайрат Обладатель Кубка Казахстана 2021                                       | Астана Арена, Нур-Султан         |
| 25 февраля 2023 Детально                            | Астана (6) Чемпион Казахстана 2022                 | 2:1            | Ордабасы Обладатель Кубка Казахстана 2022                                     | Астана Арена, Астана             |
| 25 февраля 2024 Детально                            | Тобол (6) Обладатель Кубка Казахстана 2023         | 1:1 (пен. 5:4) | Ордабасы Чемпион Казахстана 2023                                              | Мардан, Аксу, ил Анталья, Турция |
| 22 февраля 2025 Детально                            | Кайрат (3) Чемпион Казахстана 2024                 | 2:0            | Актобе Обладатель Кубка Казахстана 2024                                       | Астана Арена, Астана             |

## Достижения
| N  | Клуб     | 1 место                                | 2 место                    | 3 место  | 4 место  |
| -- | -------- | -------------------------------------- | -------------------------- | -------- | -------- |
| 1  | Астана   | 6 (2011, 2015, 2018, 2019, 2020, 2023) | 4 (2013, 2016, 2017, 2021) |          |          |
| 2  | Кайрат   | 3 (2016, 2017, 2025)                   | 4 (2015, 2018, 2019, 2022) | 1 (2021) |          |
| 3  | Тобол    | 3 (2021, 2022, 2024)                   | 2 (2008, 2011)             |          |          |
| 4  | Актобе   | 3 (2008, 2010, 2014)                   | 1 (2025)                   |          |          |
| 5  | Шахтёр   | 1 (2013)                               | 2 (2012, 2014)             |          | 1 (2021) |
| 6  | Ордабасы | 1 (2012)                               | 2 (2023, 2024)             |          |          |
| 7  | Спартак  | 1 (1995)                               |                            |          |          |
| 8  | Кайсар   |                                        | 1 (2020)                   |          |          |
| 9  | Атырау   |                                        | 1 (2010)                   |          |          |
| 10 | Восток   |                                        | 1 (1995)                   |          |          |

## Трофей
Кубок сделан из яшмы в ювелирном магазине в городе Златоуст. Высота кубка 55 см.